# Кенотаф Милосаву Пејчиновићу у селу Луке
Кенотаф Милосаву Пејчиновићу (†1915) у селу Луке (Општина Ивањица) подигнут је након Првог светског рата на Лазовића гробљу у центру села Луке. Обележје је подигнуто у знак сећања на каплара Милосава Пејчиновића који је 1915. године изгубио живот при повлачењу преко Албаније, где је сахрањен. За разлику од већине споменика на гробљу, кенотаф постављен је у правцу север−југ.

## Опис споменика
Споменик је облика квадра, са покривком у виду ниске профилисане плоче. Исклесан је од жутог пешчара. На јужној страни страни приказан је лик покојника у „ставу мирно”, са „пушком к нози”. Фигура је приказана линеарно и готово плошно, док је фино моделована глава смештена у плитку правоугаону нишу. Са страна су уклесани име и презиме покојника. На северној страни, испод декоративне композиције крста оивиченог ловоровим венцем уклесан је епитаф. Натпис се завршава источном боку, док је на наспрамној страни приказана представа имагинарне биљке са голубом који зобље грожђе.
Споменик је релативно добро очуван, осим у најдоњим зонама. Површина камена прекривена је тамном патином, док су у клесаним урезима делимично очувани остаци првобитне полихромије. 

## Епитаф
Натпис гласи:
Ево спомен украј пута
за ким оплакује мајка брат и сестра
сиротиња љута,
а другови жале храброг јунака
МИЛИСАВА ПЕЈЧИНОВИЋА из Лука,
који умре у 22. год. свог живота
као војник каплар при оступању преко Албаније
од ратних напора новембра месеца 1915. год.
Спомен подиже мајка Миросава
и браћа Јездимир, Јован и кћи Зорка.